# Rogoz, Maramureș

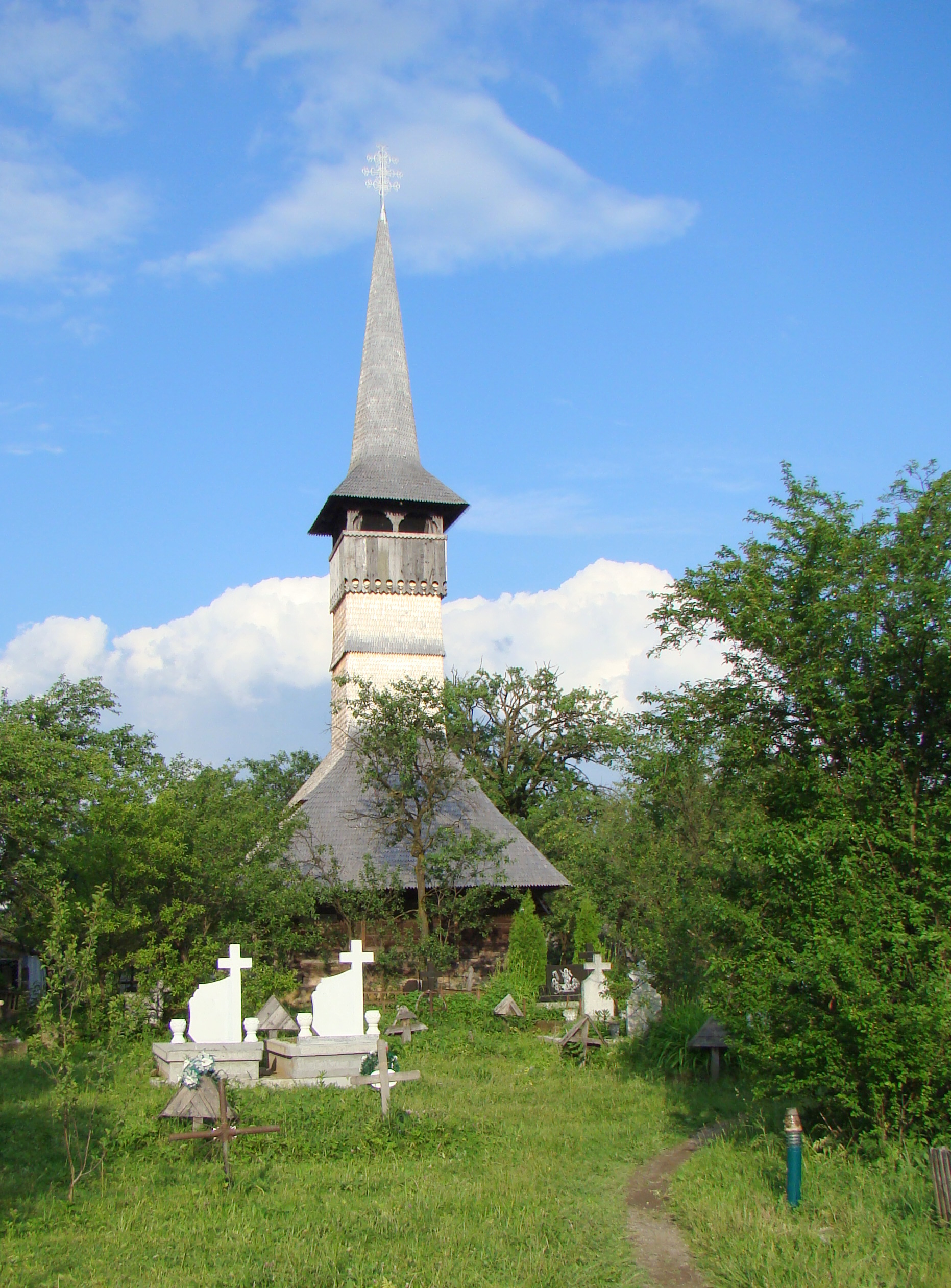
Biserica de lemn cu hramul „Cuvioasa Paraschiva”

Rogoz (în maghiară Rogoz) este un sat ce aparține orașului Târgu Lăpuș din județul Maramureș, Transilvania, România.

## Istoric
Prima atestare documentară: 1488 (Rogos). 
Un document consemnează în 1603, că în satul Rogoz "s-au numărat claiele de fân a soției voievodului Ștefan [Răzvan]", ceea ce atestă că văduva domnitorului moldovean stăpânea satul Rogoz din zona Lăpușului, județul Maramureș.

## Etimologie
Etimologia numelui localității: dintr-un nume topic Rogoz (< subst. rogoz „plantă erbacee, Carex arenaria; iarbă ce crește pe baltă, asemănătoare cu trestia" < sl. rogozǔ „trestie"). 

## Demografie
La recensământul din 2011, populația era de 1.324 locuitori. 

## Monumente istorice
- Biserica din lemn cu hramul Sfinții Arhangheli, din anul 1663, inclusă pe lista patrimoniului mondial al UNESCO în decembrie 1999. Pictura bisericii a fost realizatǎ în anul 1785 de cǎtre Radu Munteanu din Ungureni.
- Biserica de lemn cu hramul Sfânta Paraschiva.

## Personalități locale
- Alexandru Perța Cuza (n. 1946), meșter popular (autor a peste 2.500 de troițe de lemn).
- Dan Bodea (n. 1947-d.2023), poet și istoric; Vol. Deipara (2009), Mediatrix (2012).
- Nistor Șanta (1908-1969), biolog, conferentiar universitar in Cluj Napoca si Bucuresti,studii la Cluj Napoca si Paris.A scris Manual de Anatomia si Fiziologia Omului, Editura Didactica si Pedagogica, 1963. Contribuții la studiul glandelor suprarenale,etc.
- preot Ioan Chirilă